# Peggy Rathmann
Margaret Crosby « Peggy » Rathmann (née le 4 mars 1953) est une illustratrice et écrivaine américaine de livres pour enfants.

## Biographie
Peggy Rathmann est née à Saint Paul, dans le Minnesota, et est diplômée de l'Université du Minnesota. Elle a étudié l'art commercial, les beaux-arts ainsi que la création de livres pour enfants à Chicago, Minneapolis et Los Angeles. Son premier livre, Ruby the Copycat, lui a valu la distinction de « l'auteur le plus prometteur » dans le cadre du prix annuel Cuffie Award décerné en 1991 par le magazine américain Publishers Weekly. Son livre L'Agent Boucle et Gloria (titre original : Officer Buckle and Gloria) publié en 1995 lui valut de remporter la médaille Caldecott de 1996.
Elle est également l’auteur d’autres publications de littérature illustrée pour enfants : Au lit dans 10 minutes ('Ten Minutes Till Bedtime, 1998) et À quatre pattes les bébés sont partis (The Day the Babies Crawled Away, 2003), qui ont fait leur entrée dans la sélection annuelle du magazine américain Horn Book des meilleurs livres pour enfants et jeunes adultes.
Peggy Rathmann vit avec son mari à Nicasio, en Californie depuis 2004.
En 2014, son livre Bonne nuit, petit gorille (Good Night, Gorilla, 1994), qui est inspiré de ses souvenirs d’enfance, a remporté le prix Phoenix Bookbook de l'Association de littérature pour enfants (Children’s Literature Association), qui est attribué chaque année au meilleur livre d’illustrations qui n'a pas remporté de prix majeur durant les 20 dernières années.
« Les livres sont considérés non seulement pour la qualité de leurs illustrations, mais pour la façon dont les images et le texte sont travaillés ensemble ».